# Fridolin Luchsinger (Journalist)
Fridolin Luchsinger (* 6. März 1939; heimatberechtigt in Schwanden GL) ist ein Schweizer Journalist.

## Leben
Fridolin Luchsinger studierte Romanistik an der Universität Zürich und war anschliessend von 1959 bis 1963 Sekundarlehrer in Bergün. 1963 wechselte er zum Journalismus und war bis 1968 Sportredaktor und von 1968 bis 1974 Sportchef der Tageszeitung Blick des Ringier-Verlags.
Von 1974 bis 1978 war er Chefredaktor des Blicks, von 1978 bis 1983 Chefredaktor des SonntagsBlicks und 1984 Chefredaktor der Schweizer Illustrierten. Danach übernahm er bis 1986 die Chefredaktion der Frauenzeitschrift annabelle. 1987 wurde er erster Chefredaktor der neugegründeten SonntagsZeitung des Tamedia-Verlags. Von 1989 bis 1996 war er nochmals Chefredaktor des Blicks und gleichzeitig des SonntagsBlicks sowie 1996 bis 1997 Redaktionsdirektor Blick/SonntagsBlick, bevor er 1997 die Leitung der Ringier-Journalistenschule übernahm und diese bis zu seinem altersbedingten Rücktritt 2009 innehatte. Die ersten sechs Jahre dieser Periode war er gleichzeitig Konzernsprecher und Generalsekretär von Ringier, trat aber 2002 von diesem Amt zurück, weil er mit seiner Auffassung von Kommunikation nicht mehr durchgedrungen sei.
Luchsinger war Mitglied des Verwaltungsrates der Schweizer Mediendatenbank (SMD) und von 1997 bis 2001 Mitglied des Verwaltungsrates der Schweizerischen Depeschenagentur (sda).
2009 veröffentlichte er das Buch Toni & Fred. Mein Hund, meine Frau und ich (Thesis Verlag, Zürich 2009, ISBN 978-3-908544-77-7).
Er ist in zweiter Ehe verheiratet mit der Journalistin Christine Walch und hat mit ihr zwei Töchter, Barbara (* 1964) und Selina (* 1966). Er lebt seit seiner Pensionierung in Einsiedeln und im oberbayrischen Chiemgau.